# Farol do Porto Moniz
Der Farol do Porto Moniz ist ein Leuchtturm in der Gemeinde Porto Moniz, der sich auf dem Eiland Ilhéu Mole vor der nordwestlichen Küste der portugiesischen Insel Madeira befindet.

## Beschreibung
Die Ilhéu Mole ist eine kleine, dem Ort Porto Moniz vorgelagerte Felseninsel und für die Öffentlichkeit praktisch nicht zugänglich. Etwa mittig auf der höchsten Erhebung des Eilands befindet sich der Leuchtturm auf 62 Metern Höhe. Erbaut wurde die kleine Signalstation 1954 und am 18. April in Betrieb genommen. Er hat einen sechseckigen Grundriss, wurde aus Beton errichtet und ist 3 Meter hoch. An der Spitze des kleinen Turmes ist eine Laterne mit 100 Millimeter Brennweite installiert. Sie wurde anfangs mit Batterien, ab 1956 mit Acetylen und wird seit 1986 mit Solarenergie betrieben. Das Gebäude ist weiß gestrichen.

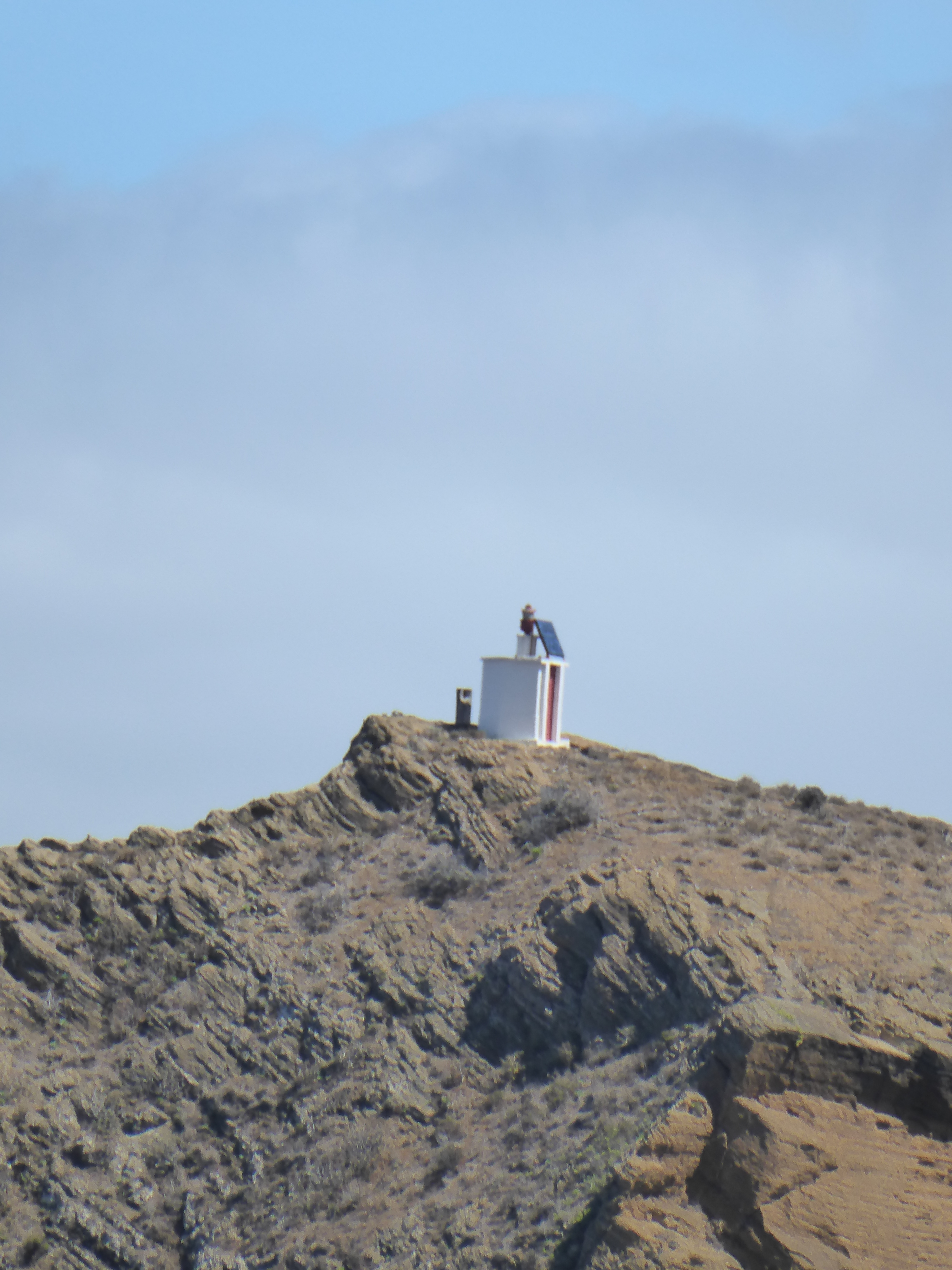
Leuchtturm Porto Moniz

Das Leuchtfeuer ist unter der internationalen Nummer D-2754 registriert. Die Kennung besteht – je nach Richtung – aus einem weißen bzw. roten Licht, das alle 5 Sekunden wiederholt wird. Die Tragweite beträgt rund 8 Seemeilen (ca. 15 Kilometer).

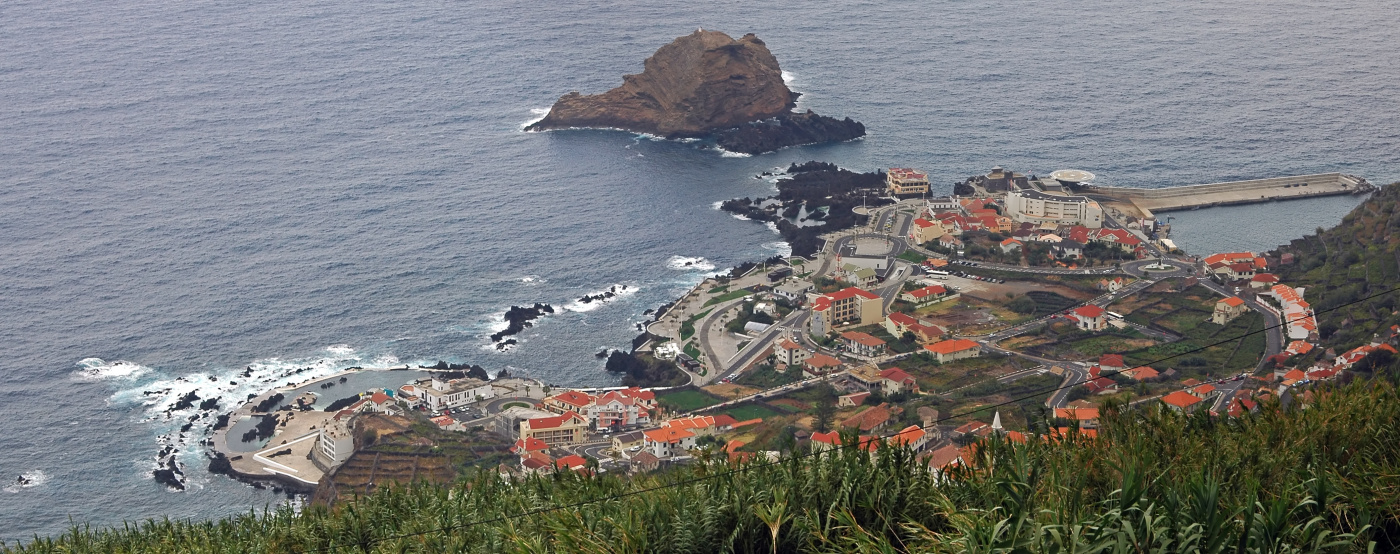
Porto Moniz mit der Ilhéu Mole